# El Cubo de Don Sancho
El Cubo de Don Sancho ist eine westspanische Gemeinde (municipio) in der Provinz Salamanca in der Autonomen Gemeinschaft Kastilien-León. 2024 hatte die Gemeinde 377 Einwohner. Zur Gemeinde gehören neben dem Hauptort El Cubo die Ortschaften und Wüstungen Cuarto del Pino, El Conejal, Ituero de Huebra, Rollanejo und Villoria de Buenamadre.

## Lage
El Cubo de Don Sancho liegt etwa 65 Kilometer westlich von Salamanca in einer Höhe von ca. 735 m am Río Huebra.
Das Klima ist mäßig. Es fällt Regen in einer mittleren Menge (ca. 559 mm/Jahr).

## Bevölkerungsentwicklung
| Jahr      | 1900 | 1950 | 1960 | 1970 | 1981 | 1991 | 2001 | 2011 | 2021 |
| Einwohner | 789  | 1241 | 1300 | 1063 | 794  | 678  | 585  | 494  | 427  |

## Sehenswürdigkeiten
- Der Turm (Cubo)
- Kirche Unser Lieben Frau (Iglesia de Nuestra Señora de la O)

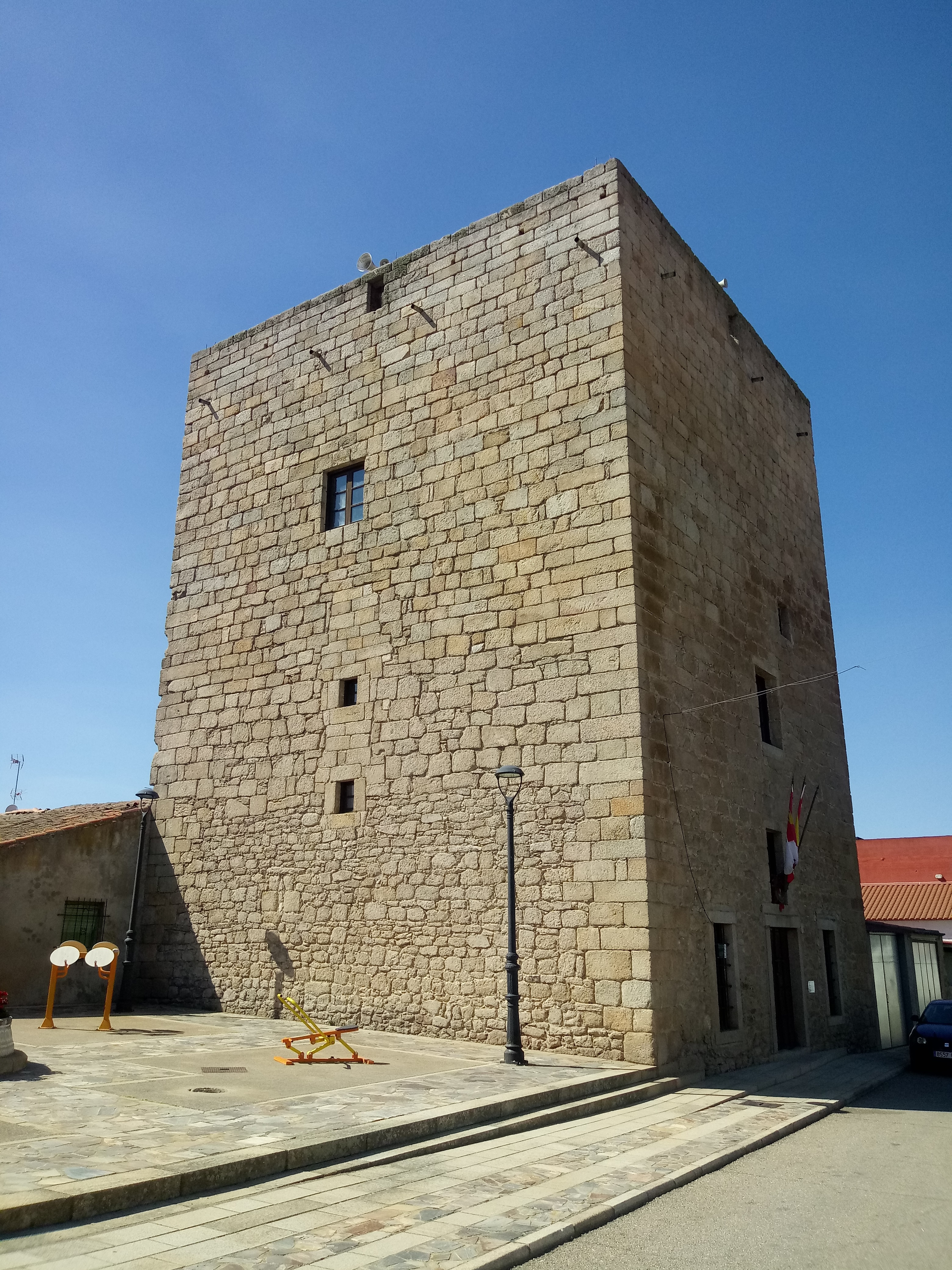
Turm (Cubo)
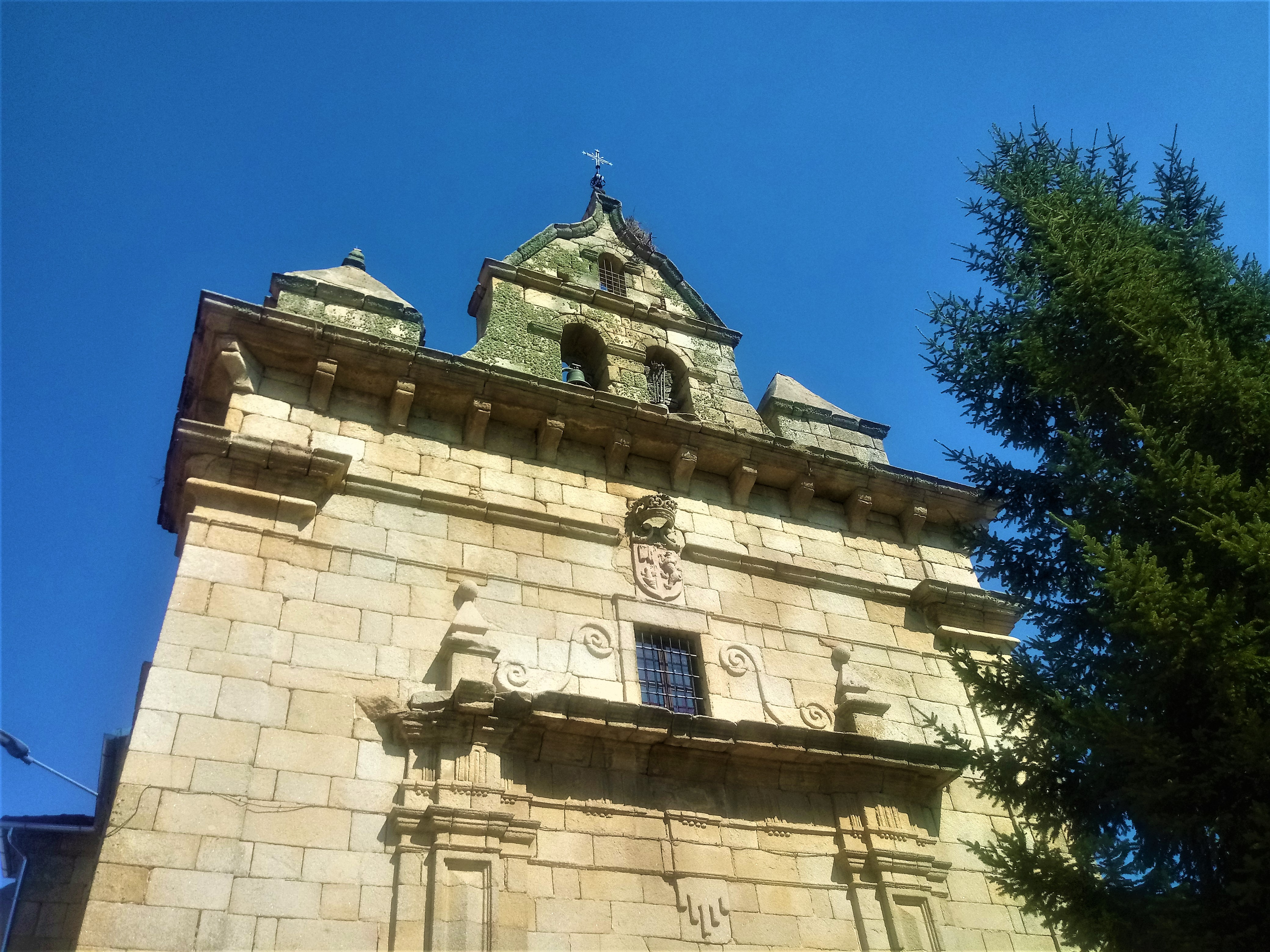
Kirche Unser Lieben Frau

## Persönlichkeiten
- Jose Manuel Holgado Merino (* 1959), Direktor der Guardia Civil
- Esther Vaquero (* 1982), TV-Persönlichkeit